# Marian Radzimierski
Marian Radzimierski (ur. 8 stycznia 1940 w Kutnie, zm. 28 kwietnia 2013 w Płocku) – polski działacz partyjny i państwowy, prawnik, w latach 1981–1986 wicewojewoda płocki.

## Życiorys
Syn Piotra i Marianny. Absolwent Zespołu Szkół w Kutnie. Ukończył studia prawnicze i uzyskał uprawnienia radcy prawnego. W 1967 wstąpił do Polskiej Zjednoczonej Partii Robotniczej. Był członkiem Komisji Ekonomicznej w Komitecie Powiatowym PZPR w Płocku i dyrektorem Wydziału Finansowego Urzędu Wojewódzkiego w Płocku. Od 1979 pozostawał zastępcą członka Komitetu Wojewódzkiego PZPR w Płocku, objął funkcję przewodniczącego Wojewódzkiej Komisji Skarg i Wniosków. Od 1981 do 27 listopada 1986 pełnił funkcję wicewojewody płockiego. Następnie od 1986 do 1989 kierował Wydziałem Ekonomicznym KW w Płocku, przekształcanym kolejno w Wydział Ekonomiczno-Społeczny i Pion Społeczno-Gospodarczy. W III RP działał w prywatnym przedsiębiorstwie z branży rewizji finansowej i w Towarzystwie Wspierania Inicjatyw Gospodarczych.